# Virginia Carreño
Virginia Carreño (nacida Elsie Krasting de Rivero Haedo; 3 de abril de 1912, París, Francia-19 de diciembre de 2014, Buenos Aires, Argentina) fue una escritora, periodista, autora teatral, historiadora y ensayista argentina.
Su novela María de los Angeles, se filmó en 1948, con Mecha Ortiz y Enrique Álvarez Diosdado
En 1994 le fue otorgado el Premio “Enrique Fernández Latour: A la amistad argentino-francesa”
Editó desde octubre de 1931, lanzada por la Editorial Bell. “La Revista Mensual para la Mujer y el Hogar” luego llamada "ROSALINDA" publicada hasta la década del 50
Llegó a la avanzada edad de 102 años.

## Publicaciones
- Estancias y Estancieros del Río de La Plata (Biblioteca de historia) (Spanish Edition) by Virginia Carreno, ( Editorial Claridad 1994)
- La misión de Roque: Vida de San Roque González de Santa Cruz (1988)
- El mueble colonial de las Américas. Editorial Sudamericana. Buenos Aires (1987). En conjunto con Sara Bomchil.
- Teatro completo (Colección Telón abierto) (1995)